# Internet Movie Database
Az Internet Movie Database (IMDb) a legismertebb és legnagyobb filmes internetes adatbázis. Tulajdonosa az Amazon.com. Az adatbázisban a filmek, filmszínészek, filmsorozatok mellett televíziós műsorok, reklámok és videójátékok is megtalálhatóak. A regisztrált felhasználók értékelhetik a filmeket és szerkeszthetik az adatlapokat, a változtatásokat az IMDb személyzete hagyja jóvá.

## Tartalma
Az IMDb hatalmas mennyiségű információt tesz elérhetővé az alkotásokról, többek között alapvető adatokat, mint a színészek és rendezők neve, a stáb tagjai, a történet, kritikák, valamint kevésbé ismert adatokat, mint a háttérinformációk, baklövések, zenei kiadványok listája, képarány és alternatív verziók. A színészeknek, rendezőknek, íróknak és egyéb résztvevőknek is van saját adatbázis információjuk, felsorolva a filmeket és adásokat, melyekben részt vettek, továbbá a legtöbb esetben életrajz is olvasható róluk.
Az oldal több, mint egy film és videójáték adatbázis, mivel napi film és TV híreket közöl, valamint kiemelt információkat tesz elérhetővé nagyobb filmes eseményekről, például az Oscar-díj átadásról. Az IMDb aktív közösséggel is rendelkezik. Minden filmhez tartozik egy szál a lap alján, továbbá általános vitalapok is vannak. Kibővítették a szolgáltatásokat a hivatásos szakemberek számára, így létrehozva az IMDbPro adatbázist, ahol a filmiparban szereplő személyek elérhetőségét, eseménynaptárat és sok más szolgáltatás érhető el. Az IMDbPro nem a nyilvánosság számára készült, és így a tartalom sem ingyenes.
A regisztrált felhasználók szerkeszthetik az információkat, véleményezheti a filmeket, rangsorolhatja őket. A lekérdezések eredménye letölthető szövegfájlban és a tartalmuk kinyerhető (jellemzően parancssoros eszközökkel). Az ellenőrzés hiányosságai miatt az adatbázisba téves információk is bekerülhetnek (például amatőr, botcsinálta vagy akár teljesen önkényes címfordítások), így a tartalom mindig fenntartással kezelendő.
Az IMDB filmes adatbázis 2019 májusában az alábbi műveket tartalmazta:

### Részletes tartalom
Az IMDb weboldalon 13 kategóriába sorolják a tartalmat:
| Típus                  | Tételek száma |
| ---------------------- | ------------- |
| mozifilmek             | 690 227       |
| TV sorozatok           | 270 752       |
| rövidfilmek            | 1 028 843     |
| TV sorozat epizódok    | 8 425 740     |
| TV mini-sorozatok      | 57 884        |
| TV sorozatok           | 148 960       |
| TV specials            | 50 441        |
| televíziós rövidfilmek | 10 471        |
| videójátékok           | 40 357        |
| videók                 | 194 020       |
| Music Video            | 180 621       |
| Podcast sorozatok      | 66 266        |
| Podcast epizódok       | 10 332 211    |

## Története
1989-ben Col Needham és mások jelen voltak a rec.arts.movies Usenet hírcsoportban, ahol filmekről beszélgettek és információkat osztottak meg egymással. GYIK (Gyakran ismételt kérdések) listákat hoztak létre színészekről, színésznőkről és rendezőkről, adatokat és bibliográfiát közöltek a filmkészítőkről, akik elhunytak. 1990 végén közel 10 000 filmről és televíziós sorozatról volt már GYIK. 1990. október 17-én Needham Unix héjprogramokat küldött be, amik képesek voltak keresni a négy GYIK listában, és így megszületett az IMDb. Abban az időben azonban rec.arts.movies filmadatbázisként volt ismert.
1993-ra az adatbázist kiegészítették háttérinformációkkal, bibliográfiákkal és tartalmi összefoglalókkal, és egy központosított e-mail-felülettel a lekérdezések egyszerűsítésére. Még ebben az évben áttették World Wide Webre. Az adatbázis a walesi Cardiff Universityn található szervereken fut. Rob Hartill volt az eredeti webes felület alkotója. 1994-ben az e-mail-felületet továbbfejlesztették, hogy képes legyen fogadni információkat, így már nem kellett a lista karbantartónak elküldeni a változásokat. Az évek során tartalom tükrök hálózata alakult ki a világ minden táján – adományozott sávszélességgel.

## IMDb Top 250
Az IMDb Top 250 a felhasználók értékelései alapján összeállított dinamikus rangsor, amely a 250 legjobb értékelést kapott filmet tartalmazza. Az első tíz helyezett a felhasználók szavazatai alapján. (2024. december 23-i állapot):
1. A remény rabjai (1994)
2. A keresztapa (1972)
3. A sötét lovag (2008)
4. A keresztapa II. (1974)
5. Tizenkét dühös ember (1957)
6. A Gyűrűk Ura: A király visszatér (2003)
7. Schindler listája (1993)
8. Ponyvaregény (1994)
9. A Gyűrűk Ura: A Gyűrű Szövetsége (2001)
10. A Jó, a Rossz és a Csúf (1966)

## Szerzői jogi kérdések
Minden közreműködő, aki tartalmat hoz létre az adatbázisban, szerzői jogokkal rendelkezik az általa létrehozott tartalomra, de teljes jogot ad másolásra, módosításra, valamint hozzáférést biztosít magának az IMDb-nek is. Az IMDb nem teszi lehetővé mások számára írásos engedély nélkül, hogy felhasználják a film összefoglalókat vagy a színészek életrajzait. A reklámszűrő szoftverek használata az oldalon kifejezetten tilos. A filmográfiák csak egy kis részét lehet idézni, és azokat is csak nem kereskedelmi weboldalakon. Az utóbbi adatfelhasználási megkötés nem érvényesíthető az Amerikai Legfelsőbb Bíróság ítélete értelmében (Feist v. Rural), mivel a tények gyűjtése nem tartozik a szerzői jog hatálya alá.